# Pardinho
Pardinho is een gemeente in de Braziliaanse deelstaat São Paulo. De gemeente telt 5.337 inwoners (schatting 2009).